# Tumi, Inc.
Туми — американский производитель чемоданов и сумок для путешествий.

## Описание
Компания основана в Южном Плеинфилде, Нью-Джерси. Основанная в 1975 году Чарли Клиффордом, после работы в Корпусе мира в Перу, компания названа в честь перуанского церемониального ножа, который использовался для жертвоприношений. Компания Туми была подразделением компании Doughty Hanson & Co. с 2004 года.
Продукты компании Туми традиционно известны своим черно-на-чёрном баллистическим нейлоном. Основатель компании Nautica, Дэвид Чу, который унифицировал продукты Компании Туми и представил коллекцию роскошных сумок Таунхаус, был назначен исполнительным креативным директором Компании Туми в 2007 году. Продукция Компании Туми доступна в универмагах и специализированных магазинах Америки, а также в более чем 80 магазинах-дилерах по всему миру.
В последние годы Компания Туми активно расширяется и предлагает настоящим пользователям продукции и новым покупателям более широкий выбор аксессуаров, таких как часы, ремни, ручки, соблюдая и придерживаясь стиля и качества Компании Туми. Инициатива внедрения новых видов продукции, включает в себя расширение женского направления. Так же, одним из важных приоритетов Компании является осваивание новых рынков и расширение розничной сети продажи товара в таких странах как Украина, Индия, Россия. Компания Туми не стоит на месте и всегда пытается изучать новые технологии, для дальнейшего использования их в своей продукции. Так в 2006 году Компания сотрудничала с лауреатом Премии Тернера Анишом Капуром, для производства PowerPack чехла, в котором использованы технологии солнечных батарей, что позволяет заряжать телефоны и КПК в дороге. Также Компания Туми, имея лицензионное соглашение с итальянским производителем мотоциклов Ducati, запустила новую коллекцию восьми Ко-брендинговых продуктов, проданных в 2006 году через сети розничной торговли обеих компаний.
У Компании Туми разработана уникальная система регистрации и поиска продукции. Компания устанавливает металлическую пластину с уникальным 20-значным регистрационным номером в каждую из своих сумок. С помощью регистрационного номера пользователи могут зарегистрироваться на сайте для участия в программе Tumi Tracer. Контактная информация пользователей, зарегистрированная в центральной базе данных Компании, в дальнейшем может быть использована, если сумка была утеряна.